# کومونا (گونیبسکی)
کومونا (به لاتین: Kommuna) یک منطقهٔ مسکونی در روسیه است که در داغستان واقع شده‌است.